# 圣朱万
圣朱万（法語：Saint-Juvin，法語發音：[sɛ̃ ʒyvɛ̃]）是法国阿登省的一个市镇，属于武济耶区。

## 地理
圣朱万（49°20'6"N, 4°56'22"E）面积9.4 平方千米，位于法国大東部大區阿登省，该省份为法国北部内陆省份，西接埃纳省，南至马恩省，东临默兹省，北与比利时接壤。
与圣朱万接壤的市镇（或旧市镇、城区）包括：尚皮尼厄勒、舍维耶尔、科尔奈、弗莱维尔、朗德尔和圣乔治、马尔克、索姆朗斯。

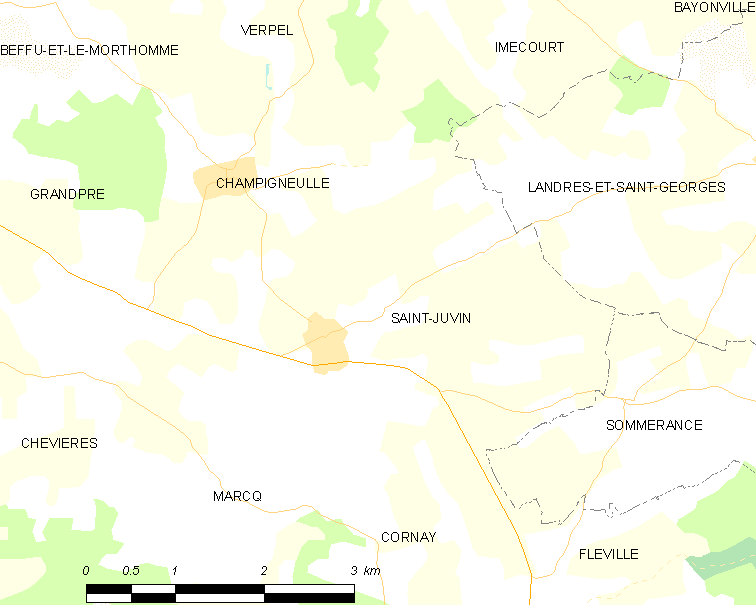
圣朱万的OSM定位图

圣朱万的时区为UTC+01:00、UTC+02:00（夏令时）。

## 行政
圣朱万的邮政编码为08250，INSEE市镇编码为08383。

## 政治
圣朱万所属的省级选区为阿蒂尼县。

## 人口

1962-2008年间圣朱万人口变化图示

圣朱万于2022年1月1日时的人口数量为100人。